# 國民健康保險
國民健康保險（英語：National health insurance，NHI），有時也被稱為法定健康保險（statutory health insurance，SHI），是一種醫療保險體系，提供給民眾，用來支付醫療衛生的成本。它可以由公共部門、或者是私營部門，或者是公私兩部門結合管理。籌措經費的機制，因不同的國家，及不同的系統計劃而異。國民或法定健康保險不等同於政府運營，或者政府提供資金的醫療衛生服務，但通常都是由國家立法而制定。在某些國家/地區，例如澳洲的國民保健系統、英國的國民保健署（NHS）和南韓的國民健康保險，這些系統的經費是透過一般稅收來籌措，因此，屬於強制性，但在使用這醫療衛生系統服務的方面，則非強制性。實際上，大多數繳費給國民健康保險的人都會使用它提供的服務。如果國民健康保險可在多個保險基金中做選擇，則投保人的繳費費率可能會因不同的基金，而會有不同。

## 歷史
德國擁有世界上最古老的國民社會健康保險制度， 起源可追溯到1883年德意志帝國宰相奧托·馮·俾斯麥所推動的疾病保險法。 在英國，《 1911年國民保險法》包括初級照護（沒包括專科或醫院護理）的國民社會健康保險，最初是針對大約三分之一的人口-就業的受僱領薪工人階級，但不包含他們的家屬。這種健康保險制度一直持續使用，直到1948年，國民保健署（National Health Service）成立，建立一種全民醫療衛生的服務來涵蓋全民為止，國民保健署的經費來自一般稅收（而不是採用保險的方式），為所有合法居民提供服務。

## 保險系統的類型
各國的國民健康保險計劃在繳費和服務提供的方式上，各有不同的方式。在加拿大等國家，政府直接利用稅收收入支付成本，這被稱為單一支付者醫療衛生系統。提供服務的方式可透過公共或私人擁有的醫療衛供應者進行。在法國，有類似的強制性繳費制度，但所收的錢由一間專門設立的非營利組織做管理。
另一種籌集經費方式是，各國透過立法設立國民健康保險，人民繳納強制性的保險費給有競爭性質的不同保險基金。這些基金（可能交由公共機構、私營的營利性公司，或私營非營利性公司管理）必須提供基本覆蓋率標準，並且不得根據年齡、職業，或以前的健康狀況（既有身體狀況）而有歧視性待遇。為了同時保障患者和保險公司的利益，政府建立一個資金均衡池，在各個基金之間達到分散風險的目的。政府也可以醫療補助的形式撥款給資金均衡池，這是荷蘭使用的一種模式。
其他國家的經費，主要來自雇主和僱員對疾病基金的繳費。這類計劃的經費既非來自政府，也非來自私人的直接支付。這種系統在德國和比利時等國家/地區運作。這些基金通常是非營利性機構運作，目的完全是為加入會員的利益。這些系統的特點是有三種不同程度的資金來源混合在一起：私人、雇主-僱員繳款，以及國家/地方的稅捐。
除了直接負擔醫療費用之外，有些國民保險計劃還為因健康原因而失去工作的人提供補助，或者這種保險是範圍更廣泛的社會保險計劃的一部分，涵蓋諸如退休金、失業、職業再訓練，以及對學生的經濟支持等方面。
採用全國性計劃的優點是反映在經由全國人口所組成的一個或多個資金池，這些資金池的規模往往會很龐大。利用一生的時間逐步把金錢投入這些資金池（即在個人賺錢能力最強的時候存錢），當人們到了高齡，以及碰到生活中的其他特定事件（例如懷孕和分娩期間）時，醫療衛生的成本往往較高（到了賺錢能力低或甚至是沒賺錢能力的時候），這時就用得上。這不同於私人保險計劃，後者會根據投保者的年齡、家庭健康史、以前的疾病，以及身高/體重比等健康風險，逐年對保險費定價。因此，會有人在生病和/或最無力負擔醫療保險費用的時候，卻往往不得不支付更高的保險費用。國民健康保險計劃中並未把這些因素包括在內。

## 國民健康保險計劃
- 阿桑達–馬爾地夫的醫療衛生（英语：Aasandha）
- 阿根廷的衛生（英语：Health care in Argentina）
- 澳洲國家醫療保險（英语：Medicare (Australia)）
- 比利時的醫療衛生（英语：Healthcare in Belgium）-疾病和傷殘保險
- 加拿大的醫療衛生（英语：Health care in Canada）
- 哥倫比亞的醫療衛生（英语：Health care in Colombia） –第100號法律–國民健康保險計劃：繳款與補貼範圍（NHIS）
- 法國的醫療衛生（英语：Health care in France）
- 德國的醫療衛生（英语：Healthcare in Germany）
- 加納的醫療衛生（英语：Health care in Ghana）–國民健康保險計劃（NHIS）
- 以色列的醫療衛生（英语：Health care in Israel）
- 義大利的醫療衛生（英语：Health care in Italy）–國家衛生服務（SSN）
- 日本的醫療衛生（英语：Health care in Japan） –沒有透過雇主購買保險的人，可參加由地方政府管理的國家醫療保險計劃。
- 奈及利亞的醫療衛生（英语：Healthcare in Nigeria）-國家健康保險計劃（NHIS）
- 荷蘭的醫療衛生（英语：Health care in the Netherlands）
- 菲律賓的醫療衛生（英语：Healthcare in the Philippines） –社會健康保險計劃，一種資源匯集，風險分擔的醫療衛生計劃，不僅為就業人員，也為病人、老年人，和貧困者提供良好的醫療衛生經費補助。
- 波蘭的醫療衛生（英语：Health care in Poland）
- 南韓的醫療衛生（英语：Healthcare in South Korea）
- 瑞士的醫療衛生（英语：Healthcare in Switzerland）–強制性醫療保險，涵蓋《聯邦法》中詳細規定的一系列治療方法。
- 中華民國的全民健康保險（NHI）
- 英國的醫療衛生（英语：Health care in the United Kingdom）-國民保健署

此列表不完整；你可以幫助添入更多的資料。

## 延伸閱讀
- Nicholas Laham: Why the United States lacks a national health insurance program, Westport, Conn. [u.a.] : Greenwood Press, 1993
- Barona, B., Plaza, B., and Hearst, N. (2001) Managed Competition for the poor or poorly managed: Lessons from the Colombian health reform experience. Oxford University Press （页面存档备份，存于）
- Ronald L. Numbers (ed.): Compulsory Health Insurance: The Continuing American Debate, Westport, Conn. : Greenwood Press, 1982.
- Saltman, R.B., Busse, R. and Figueras, J. (2004) Social health insurance systems in western Europe, Berkshire/New York: Open University Press/McGraw-Hill. ISBN 0-335-21363-4
- Saltman, R.B. and Dubois, H.F.W. (2004) Individual incentive schemes in social health insurance systems, 10(2): 21-25. Full text（页面存档备份，存于）
- Van de Ven, W.P.M.M., Beck, K., Buchner, F. et al. (2003) Risk adjustment and risk selection on the sickness fund market in five European countries, Health Policy, 65(1=: 75-98.
- Saltman, R.B. and Dubois, H.F.W. (2005) Current reform proposals in social health insurance countries, Eurohealth, 11(1): 10-14. Full text

## 外部連結
- Health Care for America NOW!（页面存档备份，存于）. An advocacy group that supports a public health insurance option for universal health care.
- Health Care Issues & Resources Barack Obama Website
- Health Debate Pros and Cons（页面存档备份，存于） Family Doctor Magazine Website